# Jesús Pinzón Urrea
Jesús Pinzón Urrea (* 10. August 1928 in Bucaramanga/Departamento de Santander; † 1. Februar 2016 in Bogotá) war ein kolumbianischer Komponist, Dirigent, Musikethnologe und -pädagoge.

## Leben
Pinzón begann seine musikalische Ausbildung bei Luis María Carvajal und Martín Alberto Rueda an der Academia Departamental de Música de Santander. Ab 1949 studierte er am Conservatorio Nacional de Música Komposition bei Fabio González Zuleta, Orchesterleitung bei Olav Roots, Klavier bei Tatiana Gonscharova, Musikgeschichte und Formenlehre bei Andrés Pardo Tovar, Harmonielehre bei Roberto Pineda Duque und Instrumentation für sinfonisches Blasorchester bei José Rozo Contreras. 1965 schloss er das Studium mit dem Master in Komposition und Orchesterleitung ab.
Im Anschluss betrieb er am Centro de Estudios Folclóricos y Musicales (CEDEFIM) unter der Anleitung von Tovar musikethnologische Forschungen und nahm an einer Folkloreexpedition nach Chocó teil. Im Ergebnis entstanden seine Monographien Rítmica y melódica del folclore chocoano (1961) und La heterofonía en la música de los indios cuna del Darién (1965).
Von 1968 bis 1971 leitete Pinzón die Musikabteilung der Universidad de América, danach bis 1982 die Abteilung für Bildende Kunst der Universidad Pedagógica Nacional. Von 1983 bis 1991 war er Professor für Komposition am Konservatorium der Universidad Nacional de Colombia. Daneben leitete er das Polizei-Sinfonieorchester. 1967 gehörte er zu den Gründungsmitgliedern des Orquesta Filarmónica de Bogotá, welches er als erster Chefdirigent leitete. Beide Orchester brachten auch seine Kompositionen zur Aufführung.

## Werke
- Pasión y resurrección de Cristo
- Cantata por la paz del mundo
- Tres momentos en la vida de Cristo
- Te Deum por la paz
- Todo está cumplido
- La muerte de Cristo con el sonido la
- Bico Anamo
- Ñeé Iñati
- Rítmica 3
- Rito cubeo
- Goé Payari
- Mitología negra
- Rítmica 5
- Concierto para violín y orquesta
- Sinfonía Nº 1
- Contrastes para orquesta de cuerdas
- Concertante para trompeta y orquesta
- Estructuras
- Estudio para orquesta
- Exploración para clarinete y cinco cuartetos de cuerdas
- Estilos, Blanca Uribe gewidmet
- La revolución de los comuneros
- Disertación filarmónica
- Concierto para cinco timbales y orquesta
- Movimiento
- Tripartita
- Relato de Sergio Stepansky
- Rito cubeo
- Las voces silenciosas de los muertos
- Himno de Santander, Text von Pablo Rueda Arciniegas
- Concierto para piano
- Creación Vallenata
- Evocación Huitota
- Los niños que no nacen
- Variaciones sin tema für Viola, Cello und Kontrabass